# Luci Pollreis
Lucia „Luci“ Pollreiss (* 5. Februar 1913), auch Lucia Pollreisz, war eine österreichische Gerechte unter den Völkern.

## Biografisches
Pollreiss war Schneiderin und besaß in Wien eine kleine Schneiderei; in einigen Quellen wird sie daher als Wiener Geschäftsfrau bezeichnet. In den Quellen finden sich unterschiedliche Schreibweisen ihres Namens: Pollreis, Pollreiss oder auch Pollreisz. Sie lebte in Wien in Rudolfsheim-Fünfhaus, im 15. Wiener Gemeindebezirk, in der Turnergasse 32. Pollreiss war verheiratet. Ihr Mann war während des Zweiten Weltkrieges zur deutschen Wehrmacht eingezogen und kam nur während des Fronturlaubs nach Hause.
Im Jahre 1947 erschien das Wienerlied Wo unser liebes Wien heutʹ steht es hat der liebe Herrgott im Wiener Phöbus-Musikverlag im Druck. Die Musik stammte von Karl Rieder, der Text von Lucia Pollreisz-Mayrhofer. Im Jahre 1949 wurde im Europäischen Verlag in Wien der Gedichtband Von Freud und Leid im Sturm der Zeit veröffentlicht. Als Autorin firmiert Lucia-Pollreisz-Mayrhofer.
Eine Identität der Autorin mit Pollreiss konnte bisher zwar nicht mit vollständiger Sicherheit nachgewiesen werden. Jedoch ist die Übereinstimmung aufgrund mehrerer biografischer und geografischer Aspekte wahrscheinlich.

## Rettungstat
Pollreiss versteckte ab 1942 zwei Jüdinnen und einen Juden in ihrer Wiener Wohnung, in den Räumen ihrer Schneiderei und ihrem Landhaus in der Ramsau bei Hainfeld.
Es handelte sich dabei um den jüdischen Schneider Max Arnold, um dessen Ehefrau Johanna Arnold und um deren Schwester Leopoldine Stern. Max Arnold lebte in Pressbaum bei Wien, in Niederösterreich. Nach dem Anschluss Österreichs war er ab 1938 Repressalien und Schikanen in seiner Heimatgemeinde ausgesetzt. Im Sommer 1942 wurde Max Arnold von der Gestapo und der örtlichen Meldebehörde angewiesen, von Pressbaum nach Wien zu übersiedeln. Er hatte den Auftrag, sich bei der Israelitischen Kultusgemeinde Wien zu melden und sich dort registrieren zu lassen. Arnold zog zwar nach Wien, ließ sich jedoch nicht registrieren. In Wien lernte er seine zukünftige Frau Johanna kennen; beide heirateten 1942 in Wien. Er wurde unter dem Verdacht der Rassenschande verhaftet und in das Landesgericht Wien II verbrachte; dort wurde er sechs Wochen inhaftiert. Nach seiner Entlassung tauchte er in Wien unter.
Max und Johanna Arnold nahmen Kontakt mit Pollreiss auf. Pollreiss erklärte sich bereit, Max Arnold in ihrer Schneiderei zu beschäftigen und ihnen außerdem beim Finden einen Verstecks behilflich zu sein. Ab 1942 versteckten sich das Ehepaar Arnold und Leopoldine Stern in der Wohnung von Maria Schauer, einer Bekannten von Pollreiss, in Wien. Dies war jedoch immer nur in den Monaten von September bis April möglich; in den Sommermonaten hatte Schauer Besuch von einer bekannten Nationalsozialistin, sodass das Ehepaar Arnold und Leopoldine Stern nicht in Schauers Wohnung bleiben konnten.
Schauer nahm daraufhin Kontakt zu Pollreiss auf, ob sie bereit sei, während der Sommermonate ein Versteck für die Verfolgten bereitzustellen. Pollreiss gab sofort eine positive Antwort. Sie wird mit den Worten zitiert: „Ich war und bin immer auf der Seite der Schwächeren“. Pollreiss gewährte den Verfolgten Unterkunft; sie teilte Essen und Kleidung mit ihnen. Außerdem unterstützte sie sie auch finanziell. Es gab regelmäßig Befragungen und Durchsuchungen durch die Gestapo, die nach den Verschwundenen fahndeten. Oft musste Pollreiss die Verfolgten in der Nacht aus ihrer Wohnung in die Räume der Schneiderei, in ihr Landhaus oder zu Freundinnen bringen.
Pollreiss erhielt für ihre Hilfe keinerlei Bezahlung oder finanzielle Gegenleistung. In der Zeit des Nationalsozialismus gefährdete sie durch ihre Hilfeleistung. Sie war sich der Gefahr ihres Handeln voll bewusst. Pollreiss’ Mann verlangte von ihr, dass sie die Hilfe für die Juden einstellte; auch seine Drohungen brachte sie nicht von ihrer humanitären Tat ab. Nach einer anderen Quelle wusste und unterstützte Pollreiss’ Mann ihr Handeln.
Max und Johanna Arnold und Leopoldine Stern überlebten dank Pollreiss den Krieg und blieben in Wien.
Am 8. Juli 1982 wurde Luci Pollreiss und Maria Schauer von der israelischen Holocaust-Gedenkstätte Yad Vashem gemeinsam der Titel Gerechte unter den Völkern zuerkannt.